# クリケット南アフリカ共和国代表
クリケット南アフリカ共和国代表（South Africa national cricket team）はクリケット・南アフリカにより組織されるクリケットのナショナルチーム。

## 代表成績

### ワールドカップ
- 1992 - 準決勝敗退
- 1996 - 準々決勝敗退
- 1999 - 準決勝敗退
- 2003 - グループリーグ敗退
- 2007 - 準決勝敗退
- 2011 - 準々決勝敗退
- 2015 - 準決勝敗退
- 2019 - グループリーグ敗退

### ICC T20ワールドカップ
- 2007 - グループリーグ敗退
- 2009 - 準決勝敗退
- 2010 - グループリーグ敗退
- 2012 - グループリーグ敗退
- 2014 - 準決勝敗退
- 2016 - グループリーグ敗退

### ICCチャンピオンズトロフィー
- 1998 - 優勝
- 2000 - 準決勝敗退
- 2002 - 準決勝敗退
- 2004 - グループリーグ敗退
- 2006 - 準決勝敗退
- 2009 - グループリーグ敗退
- 2013 - 準決勝敗退
- 2017 - グループリーグ敗退